# Hello Neighbor
Hello Neighbor là một kinh dị sinh tồn trò chơi lén lút được phát triển bởi Russian studio trò chơi video Dynamic Pixels và được xuất bản bởi tinyBuild. Mục tiêu của trò chơi là lẻn thành công vào tầng hầm của nhà hàng xóm để khám phá bí mật. Trò chơi trí tuệ nhân tạo (AI) sửa đổi hành vi của hàng xóm về các hành động trong quá khứ của người chơi, chẳng hạn như đặt bẫy dọc theo các đường dẫn mà người chơi đã theo dõi trong lần thử trước.

## Cách chơi
Trong Hello Neighbor, người chơi thấy mình chuyển đến một ngôi nhà mới bên kia đường từ một người hàng xóm bí ẩn đang cư xử theo cách hoang tưởng và dường như đang giữ bí mật trong tầng hầm của mình. Nhiệm vụ của người chơi là đột nhập vào nhà hàng xóm và giải một loạt câu đố để thu thập các vật phẩm cần thiết để mở khóa và tiếp cận tầng hầm của anh ta. Khi người chơi khám phá ngôi nhà của người hàng xóm, họ sẽ không bị người hàng xóm bí ẩn phát hiện, nếu không họ sẽ bị truy đuổi, và nếu người chơi không đủ nhanh để trốn hoặc trốn thoát, sẽ bị bắt. Người chơi có thể làm choáng người hàng xóm bằng cách ném đồ vật vào anh ta để trốn thoát dễ dàng hơn. Nếu người chơi bị bắt (hoặc bị thương nặng), họ sẽ được đưa trở lại nhà riêng của họ và sẽ phải đột nhập lại. Khi bắt đầu lại, người chơi phải cẩn thận hơn, Tuy nhiên, người chơi có thể sử dụng cài đặt trò chơi để bật chế độ hàng xóm thân thiện, ngăn người hàng xóm đặt các bẫy này và khiến anh ta bớt hung hăng hơn trong việc theo đuổi.
Trò chơi được chơi ở góc nhìn thứ nhất và người chơi phải nhắm vào một ô ngắm ở một số vật thể nhất định để tương tác với chúng hoặc ném hoặc sử dụng vật phẩm đang giữ (ví dụ: ném bóng vào cửa sổ hoặc nhắm xà beng vào móng tay để loại bỏ chúng). Tối đa bốn mặt hàng có thể được giữ trong một không gian tồn kho. Các mặt hàng cùng loại không thể được xếp chồng lên nhau trong một khe.

## Cốt truyện
Một đứa trẻ tên Nicky Roth đang chơi trên đường thì nghe thấy tiếng hét từ nhà hàng xóm. Nicky đi điều tra và chứng kiến người hàng xóm dường như nhốt một người trong tầng hầm của mình. Nicky lẻn vào nhà hàng xóm, tìm chìa khóa tầng hầm và bước vào. Anh ta thấy rằng người hàng xóm đã chuyển tầng hầm của mình thành một hầm ngục tạm thời, nhưng không tìm thấy dấu hiệu của bất kỳ tù nhân nào. Nicky tình cờ gặp ông Peterson, người hàng xóm và bị bắt. Nicky tỉnh dậy, thấy mình bị nhốt trong hầm ngục của hàng xóm. Anh ta tìm cách trốn thoát khỏi phòng giam và tiếp cận bề mặt, chỉ để thấy rằng người hàng xóm đã dựng lên một hàng rào lớn xung quanh tài sản của mình để ngăn chặn trốn thoát. Nicky bị buộc phải giải một số câu đố để tìm cách thoát khỏi tài sản của người hàng xóm. Khi anh ta băng qua hàng rào, anh ta chạy trốn về nhà, mặc dù ông Peterson không đuổi theo.
Xuyên suốt cả Công vụ 1 và 2, nếu Nicky bị ông Peterson bắt trước khi anh ta có thể hoàn thành mục tiêu của mình, anh ta sẽ có những cơn ác mộng sống động về quá khứ của người hàng xóm. Trong những cơn ác mộng này, người ta đã tiết lộ rằng người hàng xóm đã từng có một gia đình gồm một người vợ tên là Diane, một người con trai tên Aaron và một cô con gái tên Mya. Tuy nhiên, người vợ đã bị giết trong một vụ tai nạn xe hơi trong khi Aaron giết Mya bằng cách đẩy cô ra khỏi mái nhà một cách tình cờ. Ông Peterson nhốt con trai trong ngục tối để tránh bị thương.
Nicky, giờ đã trưởng thành, thức dậy trong căn hộ của mình. Anh ta bị đuổi khỏi căn hộ của mình, vì vậy anh ta quyết định trở về nhà cũ của gia đình. Anh ta tìm thấy ngôi nhà cũ của mình trong tình trạng hư hỏng trong khi nhà của người hàng xóm cũng chẳng là gì ngoài đống đổ nát. Trong khi kiểm tra tàn tích, Nicky bị ám bởi một sinh vật giống như bóng tối và anh ta trở về nhà nơi anh ta ngủ thiếp đi. Anh ta bị đánh thức bởi tiếng hét của một đứa trẻ, và anh ta phát hiện ra ngôi nhà của người hàng xóm đã trở lại, nhưng bây giờ lớn hơn, phức tạp hơn và siêu thực hơn trước. Nicky điều hướng ngôi nhà và có những trải nghiệm siêu thực, chẳng hạn như học cách nhảy đôi bằng cách thu nhỏ lại và cố gắng bật ánh sáng xa tầm với. Cuối cùng, anh vào tầng hầm, bây giờ già hơn và siêu thực hơn. Khi Nicky ra khỏi tầng hầm, anh thấy mình đang cố gắng hạ gục một người hàng xóm khổng lồ để vào trong một ngôi nhà trên lưng. Sau khi làm như vậy, anh ta phải bảo vệ một phiên bản trẻ hơn của mình khỏi một người đàn ông bóng tối khổng lồ. Mỗi khi người đàn ông bóng tối tấn công và Nicky bảo vệ cậu bé, Nicky ngày càng lớn cho đến khi anh ta có thể chiến đấu với người đàn ông bóng tối. Sau khi bị đánh bại, Nicky nhìn thấy người hàng xóm trong một ngôi nhà nhỏ, nhốt một người đàn ông bóng tối nhỏ hơn nhiều trong một căn phòng khác. Điều này được ngụ ý trong suốt các sự kiện của trò chơi, hầu hết Act 3 và Finale là một cơn ác mộng xảy ra trong đầu của Nicky, và việc anh ta trốn thoát khỏi ngôi nhà biểu thị anh ta cuối cùng cũng phải đối mặt với vụ bắt cóc khi còn là một cậu bé hàng xóm. Nicky ngày càng lớn cho đến khi anh ta có thể chiến đấu với người đàn ông bóng tối. Sau khi bị đánh bại, Nicky nhìn thấy người hàng xóm trong một ngôi nhà nhỏ, nhốt một người đàn ông bóng tối nhỏ hơn nhiều trong một căn phòng khác. Điều này được ngụ ý trong suốt các sự kiện của trò chơi, hầu hết Act 3 và Finale là một cơn ác mộng xảy ra trong đầu của Nicky, và việc anh ta trốn thoát khỏi ngôi nhà biểu thị anh ta cuối cùng cũng phải đối mặt với vụ bắt cóc khi còn là một cậu bé hàng xóm. Nicky ngày càng lớn cho đến khi anh ta có thể chiến đấu với người đàn ông bóng tối. Sau khi bị đánh bại, Nicky nhìn thấy người hàng xóm trong một ngôi nhà nhỏ, nhốt một người đàn ông bóng tối nhỏ hơn nhiều trong một căn phòng khác. Điều này được ngụ ý trong suốt các sự kiện của trò chơi, hầu hết Act 3 và Finale là một cơn ác mộng xảy ra trong đầu của Nicky, và việc anh ta trốn thoát khỏi ngôi nhà biểu thị anh ta cuối cùng cũng phải đối mặt với vụ bắt cóc khi còn là một cậu bé hàng xóm.